# بال‌های کبوتر
بال‌های کبوتر (به انگلیسی: The Wings of the Dove) نام فیلمی درام عاشقانه است بر اساسِ رمانی با همین نام نوشتهٔ هنری جیمز که در سال ۱۹۹۷ به کارگردانی ایان سافتلی ساخته شد.
هلنا بونهام کارتر برای بازی در این فیلم نامزدِ دریافتِ جایزه اسکار بهترین بازیگر نقش اول زن شد ضمن آن‌که حسین امینی نیز برای دریافتِ جایزه اسکار بهترین فیلم‌نامه اقتباسی نامزد شد.

## جوایز و نامزدی‌ها
| جایزه                                 | تاریخ مراسم                                              | رده                                                           | نامزدی                                      | نتیجه    |
| ------------------------------------- | -------------------------------------------------------- | ------------------------------------------------------------- | ------------------------------------------- | -------- |
| جایزه اسکار                           | هفتادمین دوره جوایز اسکار                                | جایزه اسکار بهترین بازیگر نقش اول زن                          | هلنا بونهام کارتر                           | نامزدشده |
| جایزه اسکار                           | هفتادمین دوره جوایز اسکار                                | جایزه اسکار بهترین فیلم‌نامه اقتباسی                           | حسین امینی                                  | نامزدشده |
| جایزه اسکار                           | هفتادمین دوره جوایز اسکار                                | جایزه اسکار بهترین فیلم‌برداری                                 | ادواردو سرا                                 | نامزدشده |
| جایزه اسکار                           | هفتادمین دوره جوایز اسکار                                | جایزه اسکار بهترین طراحی لباس                                 | سندی پاول                                   | نامزدشده |
| جوایز فیلم بفتا                       | پنجاه و یکمین دوره جوایز بفتا                            | جایزه بفتای بهترین فیلم‌برداری                                 | ادواردو سرا                                 | برنده    |
| جوایز فیلم بفتا                       | پنجاه و یکمین دوره جوایز بفتا                            | بهترین چهره پردازی                                            | Sallie Jaye و Jan Archibald                 | برنده    |
| جوایز فیلم بفتا                       | پنجاه و یکمین دوره جوایز بفتا                            | جایزه بفتای بهترین بازیگر نقش اول زن                          | هلنا بونهام کارتر                           | نامزدشده |
| جوایز فیلم بفتا                       | پنجاه و یکمین دوره جوایز بفتا                            | بهترین فیلمنامه اقتباسی                                       | حسین امینی                                  | نامزدشده |
| جوایز فیلم بفتا                       | پنجاه و یکمین دوره جوایز بفتا                            | بهترین طراحی لباس                                             | سندی پاول                                   | نامزدشده |
| انجمن منتقدان فیلم بوستون             | 14 دسامبر ۱۹۹۷                                           | بهترین هنرپیشه زن                                             | هلنا بونهام کارتر                           | برنده    |
| انجمن منتقدان فیلم بوستون             | 14 دسامبر ۱۹۹۷                                           | بهترین هنرپیشه مکمل زن                                        | آلیسون الیوت                                | نامزدشده |
| انجمن فیلم‌برداران بریتانیا            | ۲۹ نوامبر ۱۹۹۷                                           | بهترین فیلمبرداری                                             | ادواردو سرا                                 | نامزدشده |
| جایزه گزینش منتقدان فیلم              | ۲۰ ژانویه ۱۹۹۸                                           | جایزه سینمایی انتخاب منتقدان برای بهترین بازیگر زن            | هلنا بونهام کارتر                           | برنده    |
| جایزه گزینش منتقدان فیلم              | ۲۰ ژانویه ۱۹۹۸                                           | جایزه سینمایی انتخاب منتقدان برای بهترین فیلم                 |                                             | نامزدشده |
| انجمن منتقدان فیلم شیکاگو             | 1 مارس ۱۹۹۸                                              | بهترین هنرپیشه زن                                             | هلنا بونهام کارتر                           | نامزدشده |
| جشنواره بین‌المللی فیلم شیکاگو         | ۹–۱۹ اکتبر ۱۹۹۷                                          | بهترین فیلم                                                   | ایان سافتلی                                 | نامزدشده |
| انجمن منتقدان فیلم دالاس‌فورت وورث     | ژانویه ۱۹۹۸                                              | بهترین هنرپیشه مکمل زن                                        | آلیسون الیوت                                |          |
| انجمن منتقدان فیلم دالاس‌فورت وورث     | ژانویه ۱۹۹۸                                              | بهترین هنرپیشه زن                                             | هلنا بونهام کارتر                           |          |
| جایزه گلدن گلوب                       | پنجاه و پنجمین مراسم گلدن گلوب                           | جایزه گلدن گلوب بهترین بازیگر زن فیلم درام                    | هلنا بونهام کارتر                           | نامزدشده |
| Kansas City Film Critics Circle Award |                                                          | بهترین هنرپیشه زن                                             | هلنا بونهام کارتر                           | برنده    |
| Sierra Award                          | ژانویه ۱۹۹۸                                              | بهترین هنرپیشه زن                                             | هلنا بونهام کارتر                           | برنده    |
| Sierra Award                          | ژانویه ۱۹۹۸                                              | بهترین هنرپیشه مکمل زن                                        | آلیسون الیوت                                | برنده    |
| حلقه منتقدان فیلم لندن                | 4 مارس ۱۹۹۹                                              | بازیگر زن بریتانیایی سال                                      | هلنا بونهام کارتر                           | برنده    |
| انجمن منتقدان فیلم لس آنجلس           | 15 ژانویه ۱۹۹۶                                           | بهترین هنرپیشه زن                                             | هلنا بونهام کارتر                           | برنده    |
| Golden Reel Award                     | ۲۱ مارس ۱۹۹۸                                             | بهترین تدوین صدا - فیلم خارجی                                 |                                             | نامزدشده |
| هیئت ملی بازبینی فیلم                 | 8 دسامبر ۱۹۹۸                                            | بهترین هنرپیشه زن                                             | هلنا بونهام کارتر                           | برنده    |
| هیئت ملی بازبینی فیلم                 | 8 دسامبر ۱۹۹۸                                            | ۱۰ فیلم برتر هیئت ملی بازبینی فیلم                            |                                             | برنده    |
| جامعه ملی منتقدان فیلم                | 3 ژانویه ۱۹۹۸                                            | بهترین هنرپیشه زن                                             | هلنا بونهام کارتر                           | نامزدشده |
| حلقه منتقدان فیلم نیویورک             | ۴ ژانویه ۱۹۹۸                                            | جایزه حلقه منتقدان فیلم نیویورک برای بهترین بازیگر نقش اول زن | هلنا بونهام کارتر                           | نامزدشده |
| جامعه آنلاین منتقدان فیلم             | 11 ژانویه ۱۹۹۸                                           | بهترین هنرپیشه زن                                             | هلنا بونهام کارتر                           | نامزدشده |
| جایزه ستلایت                          | 22 فوریه ۱۹۹۸                                            | Best Screenplay: Adapted                                      | حسین امینی                                  | نامزدشده |
| جایزه ستلایت                          | 22 فوریه ۱۹۹۸                                            | Best Actress in a Motion Picture                              | هلنا بونهام کارتر                           | نامزدشده |
| جایزه ستلایت                          | 22 فوریه ۱۹۹۸                                            | Best Art Direction and Production Design                      | جان بیرد                                    | نامزدشده |
| جایزه ستلایت                          | 22 فوریه ۱۹۹۸                                            | بهترین طراحی لباس                                             | سندی پاول                                   | نامزدشده |
| Society of Texas Film Critics Awards  | ۲۹ دسامبر ۱۹۹۷                                           | بهترین هنرپیشه زن                                             | هلنا بونهام کارتر                           | برنده    |
| جایزه انجمن بازیگران فیلم             | چهارمین مراسم جایزه انجمن بازیگران فیلم                  | جایزه انجمن بازیگران فیلم برای بهترین بازیگر نقش اول زن       | هلنا بونهام کارتر                           | نامزدشده |
| جایزه انجمن بازیگران فیلم             | چهارمین مراسم جایزه انجمن بازیگران فیلم                  | جایزه انجمن بازیگران فیلم برای بهترین بازیگر نقش مکمل زن      | آلیسون الیوت                                | نامزدشده |
|                                       | ۵Southeastern Film Critics Association Award ژانویه ۱۹۹۸ | بهترین هنرپیشه زن                                             | هلنا بونهام کارتر                           | برنده    |
| انجمن منتقدان فیلم تورنتو             | 13 ژانویه ۱۹۹۸                                           | بهترین هنرپیشه زن                                             | هلنا بونهام کارتر                           | برنده    |
| USC Scripter Award                    | ۸ مارس ۱۹۹۸                                              |                                                               | هنری جیمز (مؤلف)، حسین امینی (فیلمنامه‌نویس) | نامزدشده |
| Writers Guild of America Award        | ۲۱ فوریه ۱۹۹۸                                            | بهترین فیلمنامه اقتباسی                                       | حسین امینی                                  | نامزدشده |